# .gq
.gq — национальный домен верхнего уровня (ccTLD) для Экваториальной Гвинеи. Freenom перезапустил домен верхнего уровня 1 октября 2014 года, а домены стали доступны бесплатно с 1 января 1 2015 года.
Реестр .gq позволяет создавать доменные имена с эмодзи.

## История
Домен .gq был впервые запущен в июле 1997 года компанией GETESA, известным национальным интернет-провайдером.
В октябре 2014 года доменная компания Freenom заключила партнерство с GETESA, чтобы попробовать бизнес-модель, которая включала бесплатную раздачу доменных имен .gq. Перед публичным запуском был объявлен санрайз-период, чтобы владельцы товарных знаков могли зарегистрировать свои имена. Публичная регистрация домена началась 1 января 2015 года.

## Домены второго уровня
Регистрация производится непосредственно на втором уровне или на третьем уровне под следующими именами второго уровня:
- .org.gq для организаций
- .gov.gq для правительственных структур
- .edu.gq для образовательных учреждений
- .mil.gq для военных организаций
- .com.gq для коммерческих
- .univ.gq для университета

## Злоупотребление
Из-за отсутствия издержек, необходимых для получения домена .gq, ДВУ часто используется для рассылки спама, фишинга и других вредоносных целей. Исследование, проведенное компанией Symantec, занимающейся интернет-безопасностью, показало, что 92 % из 50 лучших веб-сайтов .gq использовались в «теневых» целях. Из всех веб-сайтов в домене .gq, которые были опрошены Symantec, в целом 98,94 % использовались в вредоносных целях.